# Radio Frequency Systems
Radio Frequency Systems (RFS) est une entreprise internationale intervenant dans le domaine des télécommunications qui commercialise des équipements pour communications sans fil (câble, antenne relais, diplexeur, antenne parabolique). Avant 2016, Radio Frequency Systems faisait partie du groupe français Alcatel-Lucent.
L’entreprise compte plus de 1 800 employés dans le monde, opère huit usines (États-Unis, Brésil, France, Allemagne, Royaume-Uni, Chine, Australie et Inde) et cinq centres de recherche et développement (États-Unis, France, Allemagne, Chine et Australie).

## Historique

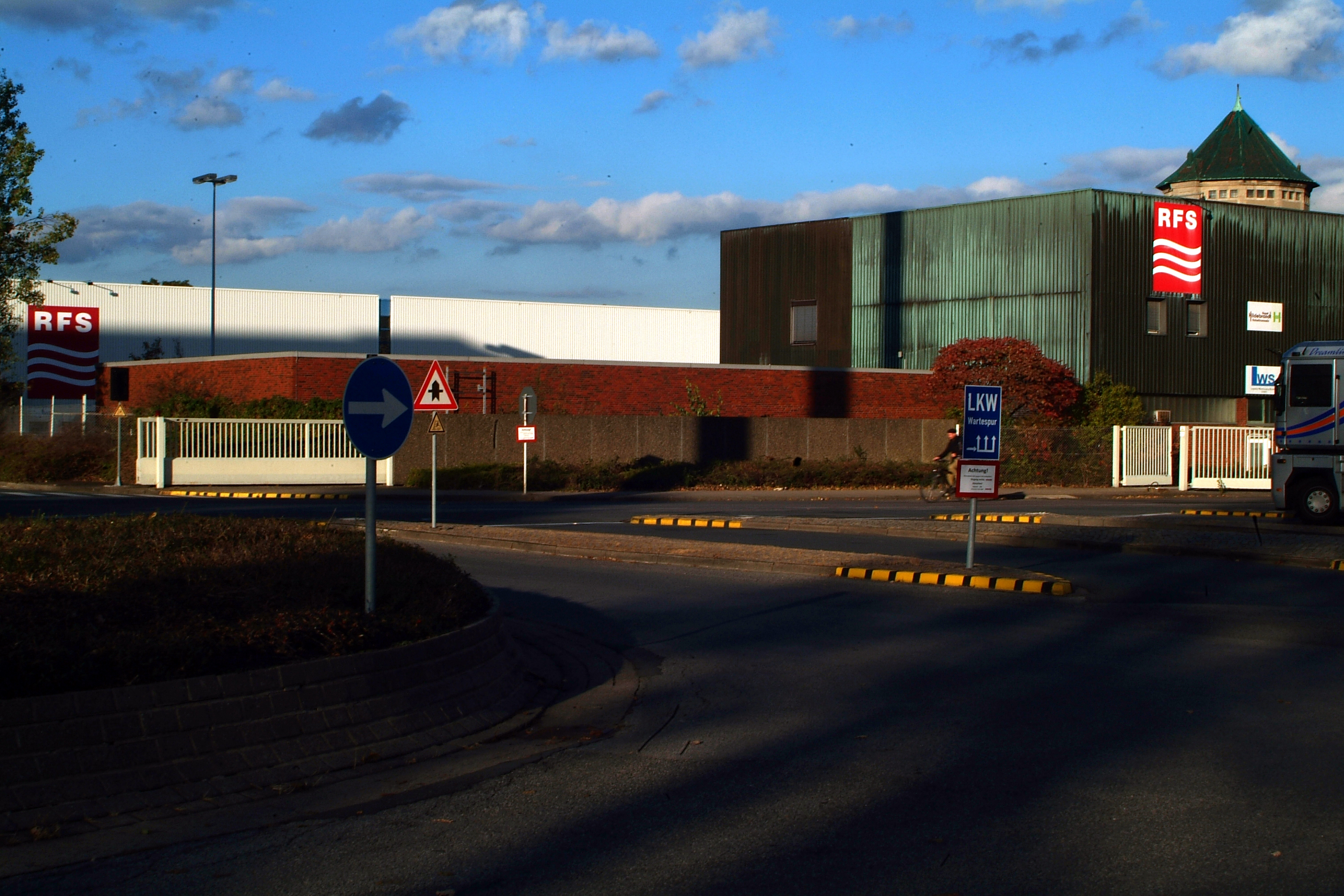
Siège local de RFS à Hanovre, en Allemagne.

L’entreprise est née en 1900, fondée à Hanovre par Louis Hackethal (de) sous le nom de Hackethal-Draht-Gesellschaft.
Après sa fusion en 1966 avec Osnabrücker Kupfer und Drahtwerke AG, l’entreprise portera le nom de Kabel und Metallwerke Gutehoffnungshütte AG (Kabelmetal). Elle se fera connaître par la commercialisation, notamment, du câble ondulé.
En 1983, Kabelmetal devient Radio Frequency Systems (RFS). Le siège social du groupe se trouve à Paris-Saclay, en France.
Le 15 avril 2015, Alcatel-Lucent annonce son rachat par le géant finlandais des télécommunications Nokia. Radio Frequency Systems (RFS) et Alcatel-Lucent Network Services intègrent la division Networks de Nokia en France.